# Sébastien Castellion
Sébastien Castellion (także: Castellio, Chatillon, Chateillon, Chatillon, Castalion) (ur. 1515 w Saint-Martin-du-Frêne, zm. 29 grudnia 1563 w Bazylei) – protestancki biblista i humanista.

## Życie
Miał pochodzenie chłopskie. Nauki pobierał w Lyonie. Tam obracał się w kręgu humanistów, nawiązujących w poglądach do dorobku Erazma z Rotterdamu. W 1540 przyjął kalwinizm i wyjechał do Strasburga, a rok później do Genewy. W tamtejszym kolegium wykładał literaturę klasyczną. Z czasem zaczęły narastać różnice między nim a Kalwinem na tle interpretacji Biblii i prawd teologicznych. W 1544 został zmuszony do opuszczenia miasta. Udał się do Bazylei, gdzie początkowo był korektorem drukarskim, a od 1553 wykładał grekę na uniwersytecie. Krytykował postawę Kalwina w jego sporze z Miguelem Servetem. Wywołało to falę wystąpień przeciw Castellionowi, w związku z czym rozważał on przeniesienie się do Polski.
W 1551 dokonał przekładu Biblii z języków oryginalnych na łacinę klasyczną (dedykował tę pracę Edwardowi VI), zaś kilka lat później na język francuski (z dedykacją dla Henryka II).

## Poglądy
Był prekursorem nowożytnej tolerancji. Przyczyn konfliktów religijnych upatrywał w zbyt dużej liczbie dogmatów, opowiadał się za ich ograniczeniem. W przeciwieństwie do Lutra i Kalwina nie uznawał Pisma Św. za najważniejszy autorytet. Jednocześnie stawiał chrześcijaństwo wyżej od innych religii. Był przeciwnikiem skazywania niewierzących na śmierć, ale przyjmował, że władza świecka może ich zamykać w więzieniach. Opowiadał się za wolnością badań teologicznych, czym wpłynął na arminianizm i protestancką teologię liberalną.

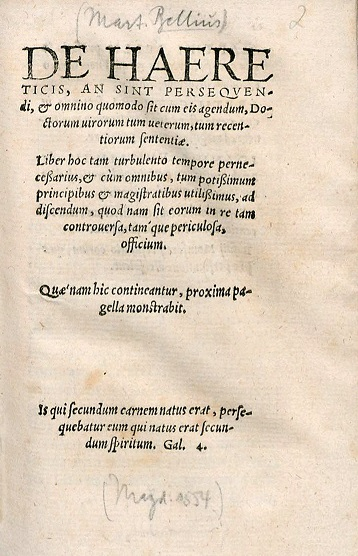
Castellio De haereticis

## Wybrane prace[2]
- Dialogi Sacri, latino-gallici, ad linguas moresque puerorum formandos, Genevae 1542-45
- De haereticis, an sint persequendi, et omnio quomodo sit cum eis agendum. Luteri et Brentii, aliorumque multorum tum veterum tum recentiorum sententiae, Magdeburgi 1554
- Contra libellum Calvini in quo ostendere conatur haereticos iure gladii coercendos esse, Basileae 1612 (napisane 1544)
- Conseil à la France désolée, 1562